# Lippich Gusztáv
Korongi Lippich Gusztáv Kálmán Géza (Csépa, 1848. szeptember 4. – Szolnok, 1916. november 6.) Jász-Nagykun-Szolnok vármegye főispánja, a szolnoki művésztelep alapítója.

## Élete
Lippich Imre és Forintos Franciska fiaként született. 1899-ben iktatták be főispáni hivatalába. Legnagyobb érdeme talán az volt, hogy 1902-ben dr. Kohner Adolffal együtt megalapították a szolnoki művésztelepet, aminek Lippich miniszteri tárgyalások során 3000 koronányi hozzájárulást szerzett. Nagy lelkesedéssel fordult a művészeti élet felé, és egész vármegyéjét mozgósítani szerette volna. Hangoztatta, hogy Magyarországnak művészekre van szüksége, és különösen a szolnoki festészetet hirdette. Főispánságától a Fejérváry-kormány megalakulása elleni tiltakozásaként vált meg 1905-ben. A Szolnoki Művészeti Egyesület és a Szolnoki Mezőgazdasági Takarékpénztár elnökeként is működött.

## Emlékezete
Egykori kúriája Szajolon volt, ahol sírja található.

## Családja
Felesége szajoli Fejér Vilma (1850–?) volt, akivel nagyobb birtokokra tett szert hozományként. Három gyermekük született:
- Margit (1876–1938); Zlinszky Gyula (1870–1939) felesége
- Ilona (1879–1933); almási Szalay János (1864–1932) felesége
- István (1881–1946) főispán; szolnoki Scheftsik Erzsébet (1890–?) férje